# تشيان جونغ شو
تشيان جونغ شو (بالصينية: 錢鍾書) (1910 － 1998)، اسمه الأصلي يانغ شيان، غيرّ اسمه لاحقاً ل تشيان شو، اتخذ إسما فنيا وهو خواي جو، اتخد أيضاً اسماً قلمياً وهو جونغ شو جون.
كان جونغ شو كاتب صيني وباحث في الأدب، انحدر من مدينة ووشي التابعة لمقاطعة جيانغسو، أجاد العديد من اللغات منها: الإنجليزية، الفرنسية، الألمانية، وتعلم ايضاً الاتينية، الإيطالية والإسبانية وغيرها من اللغات.
اثنى عليه الكاتب التايواني والمُحاضر والشاعر يو جوانغ جونغ أثناء إلقاء محاضرة عن اللغة الصينية قائلاً: "

## السيرة الذاتية
حياته المبكرة
كان تشيان جونغ شو هو ابن الأديب العريق تشيان جين بو، عاش في طفولته مع عمه تشيان جين تشانغ، وأُلهم به. كان عادة ما يذهب مع عمه إلي مقاهي الشاي لقراءة الكتب هناك.
انحدرت زوجة عمه من عائلة غنية بمدينة حيانغ ين وكانت تتعاطى الأفيون، وتستيقظ من نومها متأخراً، وكان كلامها لا يحترم الآخر. بعد ذلك بدأ عمه ايضاً في تعاطي الأفيون، ومن ثم احتقره أخيه الأصغر ولم يعد يعتبره كمعملمٍ لولدهٍ. حيث استغل جونغ شو الصغير الفرصة والتحق بالمدرسة الابتدائية عن عمر يناهز السادسة، بعد بضعة أشهر مَرِض مرضاً خطيراً، استدعاه المرض للموكوث في المنزل. وفي عمر الحادية عشر أجري امتحان للالتحاق بالصف الأول بمدرسة دونغ لين الابتدائية مع تشيان جونغ هانغ، وتوفي عمه في خريف هذا العام.
عند بلوغه 14 عام التحق بمدرسة سوتجو تاو وو الإعدادية. بعد تجاوزه العِقد الثاني من عمره، توفي عم والدته، وفي عام 1929 أجرى امتحان القبول بجامعة تسينغ - هوا، لكنه حصل 15 درجة فقط في امتحان الرياضيات، قام حينها رئيس الجامعة (لوا جيا لون) بعمل استثناء له وقبوله بالجامعة. وقد أعربت رئيسة قسم الفلسفة وعميدة كلية الآداب فانغ يوو لان قائلةً: "إن جونغ شو حقاً لطالباً متميزاً، فلم تقتصر إجادته على اللغة الإنجليزية وحسب، بل أن لغته الصينية أيضاً جيدة، بالإضافة إلى رؤيته الخاصة في الفلسفة. كان الأول في مجموع درجاته خلال العامين الدراسيين ال الثامن عشر والعشرين. وفي عامه التاسع عشر حصل على مجموعاً كبيراً أفضى به إلى تخرجه من قسم اللغات الأجنبية بالجامعة في صيف عام 1933. حصل على درجة بكالوريوس الآداب، وعاد بعدها إلى شنغهاي للتدريس في جامعة هاي جوانغ خوا.
تزوج من يانغ جيانغ عام 1935. بعدها اجتاز امتحان القبو في منحة في عامها الثالث، وكان إسمه في أوائل قائمة الأسماء بحصوله على متوسط درجات 87,95، وهو يُعد حينها أعلى مجموعً في التاريخِ.
ذهب إلى انكترا للدراسة في كلية إكستر جامعة أكسفورد ب إنجلترا، وحينها أنجت ابنته الوحيدة تشيان يوان.
حصل عام 1937 على درجة الباكالوريوس في الآداب، اللتي ترجمتها زوجته بعد ذلك لدرجة الدكتوراه. ثم بعد ذلك عاد إلى فرنسا لدراسة لمدة عام في جامعة باريس.

## التعليم
```
عاد إلى الصين في سبتمبر من عام 1939، ذهب إلى جامعة الجنوب الغربي الدولية المتحدة بهونغ كونغ للعمل ك دكتور جامعي بمرتب 300 يوان في الشهر، ثم في خريف نفس العام عاد من كون مينغ 
عاد إلى الصين في سبتمبر من عام 1939، ثم في خريف نفس العام عاد من كون مينغ لزيارة أقاربه في شنغهاي، تلقى رسالة من والده يخبره فيها أن يذهب إلى خونان لرعاية والده. لم يعُد بعدها إلي كون مينغ مرة أخرى، حيث مَكَث في خونان، وعَمِل بالتدريس في مدينة 
لان تيان
 التابعة لماقطعة خونان.
```

عاد إلى شنغهاي مرة أخرى لزيارة أقاربه في إجازة صيف عام 1941، ولم يعد إلى لان تيان مرة أخرى. قام في روايته《المدينة المحاصرة》 بوصف الحالة النفسية والعقلية لمجموعة من المثقفين المتميزين إنذاك. وعلاقة هذا بتجربة تدرسيه في جامعة الجنوب الغربي الدولية المتحدة.
أعرب السيد«شياه تجي» عن رأيه في هذه الرواية قائلاً: «أنها أكثر رواية مثيرة للاهتمام في الأدب الصيني الحديث. فأعظم شئ فيها هو التمكنّ من كتابتها».
ومن بعدِها قام بالعمل في جامعة الجنوب الغربي الدولية المتحدة، وشغر منصب دكتور جامعي في كلية البنات للآداب والفنون وأيضاً جامعة جي نان. قام في عام 1949 بالتدريس في قسم اللغات الأجنبية ب جامعة تسينغ - هواو حاز على لقبِ معلمٍ من الدرجةِ الأولى.

## أعماله الأدبية
مكث جونغ شو في لان تيان عامين، كتبَ حينها النصف الأول من روايته «سجلات محادثات فنية»، ثم عاد بعد عامين إلى شنغهاي وأكمل كتابة النصف الآخر.
بعد نشر هذه الرواية، قُبلت بالنقد من قِبل الأديب والمؤرخ (تساو جو أر)، حيث أعرب عنها قائلاً: «بعد فوزي وعدوتي إلي شنغهاي ابتعتُ هذا الكتاب، فكان بمثابة أولى خطواتي لفهم الشعر الصيني القديم».
أعرب ايضاً شياه تجي تشينغ عن رأيه في هذه الرواية قائلاً: " إن هذه الرواية هي تجميعة كبيرة لجزء مهم من الشعر، ويُصنف كأول عمل إبداعي عن الشعر. فعندما بدأ القراء في قراءالكتاب لم يعطوه حقه في التقييم. أعرب شيا تجي تشينغ عن رأيه حيال ذلك قائلاً: " على الرغم من براعة الكاتب وقدرته على إبهار الكثير بكتبهِ، إلا أن العمل لم يلق تقييماً عالياً من قبل قراؤه. فنحن لسنا بحاجةِ لوضع أساس لإعادة تقييم الشعر الصيني".
```
عًمِل جونغ شو منذ عام 1950 حتى عام 1953 كعضو في لجنة الترجمة الإنجليزية الخاصة بمجلدات المجموعات المختارة من أعمال ماو تسي تونغ، لم يألُ جهداً في ترجمة أعمال ماو تسي دونغ، وعلى الرغم من براعته إلا أنه لم ينشر أي مقالاً له. قام في عام 1957 بنشر "ملاحظاته على شعر الأغنية". اعرب عن أوجه القصور في شعر الأغاني قائلاً: "لا يزل شعر الأغنية يعاني الكثير من العيوب، ويحب العقل 
```